# Observatório Astronômico de Maiorca
O Observatório Astronômico de Maiorca (OAM), em espanhol: Observatorio Astronómico de Mallorca, é um observatório astronômico localizado no sul de Costitx, Maiorca, Espanha. Seu código MPC é 620 Observatorio Astronomico de Mallorca.

## História
Foi inaugurado em maio de 1991 e se tornou o primeiro centro astronômico nas Ilhas Baleares. O Minor Planet Center (MPC) credita-o com a descoberta de cinquenta e nove asteroides entre 1999 e 2009. Alguns de seus astrônomos também descobriram vários asteroides pessoalmente.
É o pioneiro entre os observatórios espanhóis e utiliza telescópios robóticos para descobrir e rastrear asteroides. Os pesquisadores do OAM já encontraram asteroides que são potenciais ameaças à Terra, como o (216258) 2006 WH1. Salvador Sanchez é diretor do OAM.
Em 2008, o asteroide 128036, descoberto em 2003 pelo OAM, foi nomeado de Rafael Nadal. Até 2008, o OAM rastreava mais de 2.000 asteroides.
Em 2013 ele descobriu uma poderosa supernova em uma galáxia localizada há 575 milhões de anos-luz. Foi classificada pelo código SN 2013dv. A descoberta foi confirmada por pesquisadores da Universidade de Harvard e do MIT.
Há um grande planetário perto do observatório, o que muitas vezes faz apresentações abertas ao público.

## Principais asteroides descobertos pelo OAM
| 73533 Alonso        | 25 de julho de 2003     |
| 120141 Lucaslara    | 7 de abril de 2003      |
| 128036 Rafaelnadal  | 28 de maio de 2003      |
| 164589 La Sagra     | 11 de agosto de 2007    |
| 171458 Pepaprats    | 7 de outubro de 2007    |
| 185164 Ingeburgherz | 27 de setembro de 2006  |
| 185638 Erwinschwab  | 1 de março de 2008      |
| 185639 Rainerkling  | 2 de março de 2008      |
| 187700 Zagreb       | 2 de março de 2008      |
| 189848 Eivissa      | 23 de março de 2003     |
| 202787 Kestecher    | 25 de julho de 2008     |
| 212981 Majalitović  | 14 de fevereiro de 2009 |
| 228133 Ripoll       | 20 de agosto de 2009    |
| 236987 Deustua      | 26 de agosto de 2008    |
| 236988 Robberto     | 25 de agosto de 2008    |
| 367943 Duende       | 23 de fevereiro de 2012 |